# Sceau de Mani
Le sceau de Mani est une intaille de cristal de roche où sont gravés les bustes de trois Élus manichéens ainsi qu'une inscription en syriaque faisant le tour de la pierre. D'après l'historienne Zsuzsanna Gulácsi, c'était le sceau personnel utilisé par Mani, le fondateur du manichéisme. C'est la seule pièce d'art manichéen connue de la période sassanide de l'histoire de la Mésopotamie (Asōristān), qui est le berceau de cette religion. Il est conservé au Cabinet des médailles de la Bibliothèque nationale de France à Paris.

## Description
Selon les recherches de Zsuzsanna Gulácsi (en), historienne hongroise de l'art religieux asiatique, le sceau a été utilisé du vivant de Mani, entre 240 et 274 ou 277 de notre ère, sous l'empire sassanide. Elle estime que le caractère unique de cette pièce ne tient pas seulement à sa valeur historique, mais aussi à ses caractéristiques artistiques qui sont complètement différentes de celles des autres sceaux de pierres précieuses iraniens anciens. Ce cristal était à l'origine incrusté dans un rebord métallique, et a deux fonctions : d'une part, sa surface concave est utilisée comme sceau ; d'autre part, l'image et l'inscription gravées sur sa surface ronde et convexe apparaissent en relief. Il peut aussi être porté comme un ornement de collier gravé de pierres précieuses.
Le texte de l'inscription en syriaque, « M'ny šlyḥ' d-yyšw' mšyḥ' », signifie littéralement « Mani, le messager du Messie », ce qui s'interprète par « Mani, l'apôtre de Jésus-Christ ». Ce sceau est donc la première œuvre d'art manichéenne à mentionner Jésus. Dans les premiers écrits manichéens, cette phrase est souvent utilisée comme introduction des lettres religieuses écrites par Mani.